# Phlugiolopsis tuberculata
Phlugiolopsis tuberculata is een rechtvleugelige insectensoort uit de familie van de sabelsprinkhanen (Tettigoniidae).
Phlugiolopsis tuberculata werd voor het eerst wetenschappelijk beschreven door Xia en Liu in 1992.